# شورسوو
شورسوو (به ازبکی: Shoʻrsuv) یک منطقهٔ مسکونی در ازبکستان است که در شهرستان ازبکستان واقع شده‌است. شورسوو ۲٬۳۳۲ نفر جمعیت دارد.